# Benjamin Franklin Howell (Paläontologe)
Benjamin Franklin Howell  (* 30. September 1890 in Troy Hills, Pennsylvania; † 28. Mai 1976 in State College, Pennsylvania) war ein US-amerikanischer Paläontologe und Geologe. Er war Professor für Geologie und Paläontologie an der Princeton University.

## Leben
Howell ging in Morristown (New Jersey) zur Schule und studierte an der Princeton University, wo er zunächst Biologie und dann unter dem Einfluss des Paläontologen Gilbert Van Ingen Geologie und Paläontologie studierte. 1913 erhielt er seinen Bachelor-Abschluss, 1915 den Master-Abschluss und 1920 wurde er in Geologie promoviert (The faunas of the Cambrian Paradoxides beds at Manuels, Newfoundland). Ab 1915 war Howell Instructor in Geologie in Princeton, 1920 wurde er Assistant Professor, 1924 Kurator, 1925 Associate Professor und 1947 Professor. 1959 ging er in den Ruhestand. Unter seiner Leitung wurde in Princeton eine der größten weltweiten Sammlungen kambrischer Fossilien aufgebaut. Er selbst befasste sich besonders mit Trilobiten des Kambrium und Stratigraphie des Kambrium.
Er war auch von 1928 bis 1947 in Teilzeit Professor für Geologie und Geographie am Wagner Free Institute of Science in Philadelphia (einer Schule für Erwachsenenbildung) und in dieser Zeit auch Kurator für Paläontologie an der Philadelphia Academy of Natural Sciences sowie Lecturer an der University of Pennsylvania.
1944 war er Präsident der Paleontological Society und Vizepräsident der Geological Society of America. Er war Leiter eines Komitees, das die Veröffentlichung des Treatise on Invertebrate Paleontology in Gang setzte. Im Rahmen des Treatise war er an dem Trilobiten-Band (Part O. Arthropoda 1) beteiligt, der 1959 erschien.